# Harmadik Birodalom
A Harmadik Birodalom (németül: Drittes Reich) a nemzetiszocialista Németország félhivatalos elnevezése volt 1933 és 1945 között, amikor Adolf Hitler és pártja, a Nemzetiszocialista Német Munkáspárt (NSDAP) vezetése alatt állt.
A kifejezés használatát 1941-ben Adolf Hitler betiltatta, az állam hivatalos elnevezése 1943-tól Nagynémet Birodalom (németül: Großdeutsches Reich) volt. A mai német történelemtudomány Német Birodalomnak (Deutsches Reich) nevezi ezt az időszakot is.
A Harmadik Birodalom elnevezése elsősorban nem az országot és a német népet, hanem a kormányzatot és hivatalrendszerét jelöli. Törvényhozó szerve a Reichstag volt, amelynek szerepe a parlamentáris rendszerekhez képest korlátozott volt. Az 1919-ben elfogadott Weimari Alkotmány formailag továbbra is hatályban maradt.
Ernst Bloch a Zur Originalgeschichte des Dritten Reichs című, 1935-ben megjelent esszéjében arra az álláspontra helyezkedett, hogy a nemzetiszocialisták a "Harmadik Birodalom" koncepcióját Arthur Moeller van den Brucktól adaptálták.
Bärsch Die politische Religion des Nationalsozialismus 1998-ban megjelent című könyvének megjelenése óta az újabb kutatások ezt a tézist ellentmondásosnak minősítették. Matthias Strassner írta:
"Claus-Ekkehard Bärsch azzal a tézissel állt elő, hogy a "Harmadik Birodalom" kifejezés nem közvetlenül Ibsentől és nem is kizárólag Moeller van den Bruckon keresztül került be a náci frazeológiába, hanem inkább Dietrich Eckart Ibsen-fordítón keresztül."
Bärsch ezt írta:
„Nem Moeller van den Brucktól vették át a nemzetiszocialisták a „Harmadik Birodalom” kifejezést, hanem az egész mozgalom egyik befolyásos társalapítója már 1919-ben – vagyis Moeller van den Bruck 1923-as könyvének első kiadása előtt – használta ezt a kifejezést a politikai-ideológiai írások egyértelmű kontextusában. Dietrich Eckart költő az, aki politikussá avanzsálódott.”
Emellett Bärsch felhívta a figyelmet arra a tényre, hogy a Harmadik Birodalom kifejezést sem "a nemzetiszocialisták nem határozták meg egyértelműen", sem "a náci ideológiával foglalkozó irodalomban nem kezelték szisztematikus monográfiában". És hozzátette: „Egyáltalán nem egy állam- és alkotmányfelfogás. A „Harmadik Birodalom” ideológiáján alapuló kormányzati rendszert sem 1933 előtt, sem utána nem dolgozták ki.”

## Közigazgatás

### A Nagynémet Birodalom
1943-ban Hitler rendeletet adott ki, melyben a Nagynémet Birodalom (ném.: Großdeutsches Reich) elnevezést határozta meg a német állam hivatalos elnevezésének, ezzel megszüntetve az általa se személyesen, se hivatalosan soha nem támogatott Harmadik Birodalom elnevezés használatát.

#### A Birodalom területének kiterjesztése
Az 1938. március 12-én és 13-án az Anschluss során Németországhoz csatolt Ausztriát átnevezték „Ostmark” névre, majd a terület 1942-ben a Donau- und Alpenreichsgaue nevet kapta (magyarul kb.: Dunai és alpesi birodalmi körzetek).
1938 márciusa után a német és osztrák területeket együtt nem hivatalosan Nagynémet Birodalomnak nevezték, köznyelvien pedig Nagy-Németországnak.
A nemzetiszocialisták ezzel azt kívánták szemléltetni, hogy elérték az 1848-ban megfogalmazódott célt egy nagy, egységes németajkú birodalom megvalósítására, melynek Németország és Ausztria is része. A fogalom expanzív törekvéseket is sejtetett. Azokat a nagy területeket – főleg a keleti térségben –, ahol ún. „népi németek” (Volksdeutsche) laktak, a birodalomba kívánták olvasztani.
Az NSDAP 1920-ból származó 25 pontos programját a „nemzet egységének” és az „élettérre” vonatkozó népi és faji vélekedései kívánták alátámasztani. A náci rezsim a későbbiek során meghódított területeket a „Főkormányzóság” (Generalgouvernement) kivételével a Nagynémet Birodalom részeként tartotta számon, azaz ezeket a területeket a birodalomba olvasztották.

#### Hivatalossá tétel
Hans Heinrich Lammers RK 7669 E számú rendelete 1943. június 26-án hivatalossá tette az addig nem hivatalos „Nagynémet Birodalom” megnevezést.
A névváltoztatás először 1943. október 24-én vált láthatóvá, amikor megjelentek az első bélyegek az új megnevezéssel, majd 1944 júniusától minden kiadványon a „Nagynémet Birodalom” megnevezés szerepelt.

## Lásd még
- Nemzetiszocializmus
- Nemzetiszocialista Német Munkáspárt
- Második világháború
- Holokauszt
- A Harmadik Birodalom zászlóinak képtára
- Nemzetiszocialista Németország